# Ященко, Иван Иванович
Ива́н Ива́нович (в указе — Пётр Константинович) Я́щенко (1 февраля 1908, Вердихово, Княжинское сельское поселение — 10 августа 1970, Донецк) — проходчик шахты «Центрально-Заводская» треста «Сталиншахтовосстановление», Герой Социалистического Труда.

## Биография
Родился 1 февраля 1908 года в деревне Вердихово (ныне Починковского района Смоленской области) в крестьянской семье. Русский. В школе не учился. С 8 лет работал пастухом, батрачил.
В 1925 году уехал на заработки в Донбасс. Работал на одной из старейших шахт Донбасса «Центрально-Заводская» в Донецке, был откатчиком, коногоном, навалоотбойщиком. В 1933 году вернулся в родную деревню, трудился в колхозе, но уже через год вернулся на шахту, где освоил профессию забойщика.
В 1940 году был откомандирован для работы на Крайнем Севере. Все военные и первые послевоенные годы работал в составе Нордвикской нефтеразведочной экспедиции Главного геологического управления Главсевморпути. В 1944 году вступил в ВКП(б). В 1945 году окончил курсы повышения квалификации проходчиков при метрополитене в городе Москва. До сентября 1946 года трудился бурильщиком, горным мастером на солевом руднике на полуострове Таймыр в бухте Кожевникова.
В 1947 году вернулся на шахту «Центрально-Заводская», участвовал в её восстановлении. Работал на проходке нового шахтного ствола, взамен прежнего, разрушенного оккупантами. Работы велись в сложных условиях. Только благодаря бригаде Ященко удалось устранить угрозу затопления ствола водой. В 1948 году бригада выполнила норму на 304 %, пятилетний план был ею выполнен за три года.
Указом Президиума Верховного Совета СССР от 28 августа 1948 года за выдающиеся успехи в деле увеличения добычи угля, восстановления и строительства угольных шахт и внедрение передовых методов работы, обеспечивающих значительный рост производительности труда Ященко Ивану Ивановичу присвоено звание Героя Социалистического Труда с вручением ордена Ленина и золотой медали «Серп и Молот».
Так же ударно Ященко работал и в следующие годы. В январе 1949 года его бригада, работая вручную, прошла 25,5 метров ствола, а в мае уже 40,2 метра, вместо 25 по плану. Такие показатели стали возможны благодаря рационализаторским предложениям бригадира и новой организации буровых работ, метода, который получил название спаренного бурения.
В 1952 году был переведён в 2-е проходческое стройуправление треста «Донецкшахтопроходка», на строительство шахты «Мушкетовская-Заперевальная». Работал бригадиром проходчиков, затем сквозным бригадиром. В июле 1958 года вышел на пенсию по возрасту. Через два года вернулся на шахту, ещё два года работал проходчиком во 2-м проходческом стройуправлении, затем кочегаром. В 1968 году окончательно вышел на заслуженный отдых.
Жил в городе Донецк. Умер от инфаркта 10 августа 1970 года.

## Награды
- Медаль «Серп и Молот» (28.08.1948);
- Орден Ленина (28.08.1948);
- Орден Трудового Красного Знамени (1951);
- Орден Знак Почёта (1946);
- медали.